# Kalendarium powstania warszawskiego – 12 września

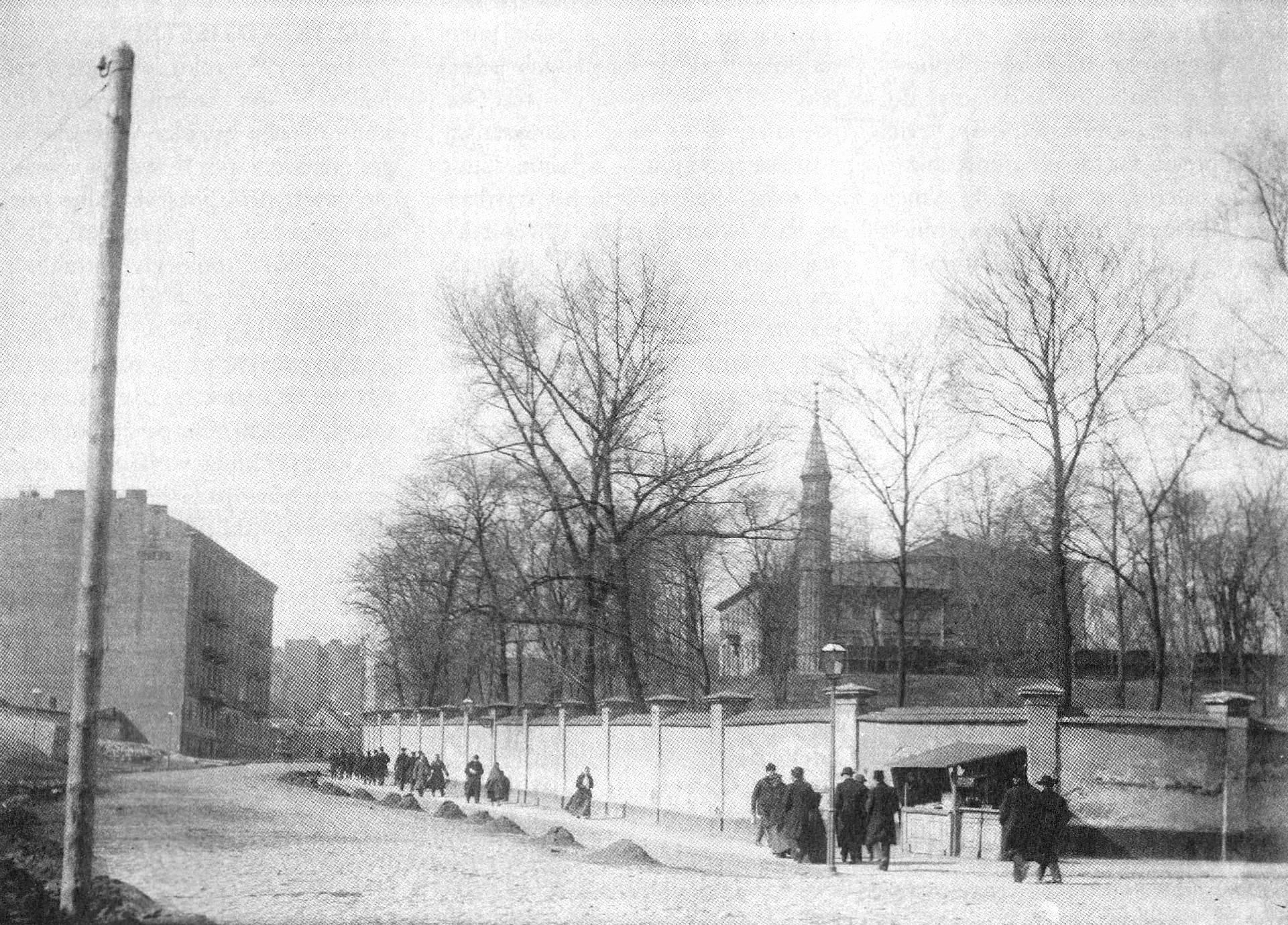
Ul. Książęca w okresie międzywojennym

## 12 września, wtorek
Próby zdobycia Solca (Górnego Czerniakowa) przez Niemców, tym samym: ostrzał artyleryjski, miotaczy min i granatników, trwają aż do wieczora. Zerwanie polskiej łączności Śródmieścia z Czerniakowem przez ul. Książęcą. Walki o gazownię na ul. Ludnej. Silne zagęszczenie ludności w Śródmieściu.
Ukazuje się pierwszy numer pisma "Barykada".
W gazecie "Correio da Manha", wydawanej w Rio de Janeiro, drukowany jest artykuł pt. Tragiczne wołanie Warszawy, w którym zawarte jest m.in.: Warszawa powinna otrzymać natychmiastową pomoc i to nie tylko w postaci broni, ale także w postaci moralnego poparcia przez twarde stanowisko wszystkich Narodów Zjednoczonych. Ofiara Warszawy nie może pójść na marne. Nagrodą za tę ofiarę będzie niepodległość Polski.
Z meldunku Bora-Komorowskiego:

Natarcie sowieckie w dużej skali na Pragę. Wydaje się, że ma powodzenie. Lotnictwo sowieckie ma przewagę. (..) Amunicji brak. Zachodzi obawa, że możemy tuż przed metą nie wytrzymać. Natomiast pomoc amunicyjna jest niezbędna.